# Кулевский, Лев Александрович
Лев Александрович Кулевский (1934—2013) — российский физик, лауреат Государственной премии СССР (1984).
Родился 3 ноября 1934 года в г. Липецке. Учился в школе в Омске, куда семья переехала во время войны.
Окончил МФТИ по специальности «оптика» (1952—1958, второй выпуск). Как отличник получил направление в аспирантуру Института ядерной физики СО АН СССР, фактически писал диссертацию в ИАЭ. Не смог подготовиться к защите, так как установка, на которой он работал, была размонтирована.
С мая 1961 г. ассистент кафедры оптики МФТИ. 
Летом 1962 г. перешёл в ФИАН в лабораторию колебаний к А. М. Прохорову. В 1969 г. защитил кандидатскую диссертацию:
- Исследование процессов двухфотонного поглощения в CdS : диссертация … кандидата физико-математических наук : 01.00.00. — Москва, 1969. — 169 с. : ил.

В 1982 г. перешел в выделившийся из ФИАН Институт общей физики АН СССР (ИОФАН), в котором заведовал лабораторией.
В 1987 г. защитил докторскую диссертацию:
- Трехчастотные параметрические взаимодействия в кристаллах и источники перестраиваемого когерентного ИК излучения : диссертация … доктора физико-математических наук : 01.04.04 / АН СССР. Ин-т общ. физики. — Москва, 1986. — 498 с. : ил.

С 1976 г. доцент, затем профессор МФТИ на кафедре академика А. М. Прохорова «Взаимодействие излучения с веществом» (впоследствии переименована в кафедру лазерной физики, с 2010 г. — кафедра лазерных систем и структурированных материалов). Читал курс «Экспериментальные методы квантовой электроники», потом курс «Основы лазерной физики».
Лауреат Государственной премии СССР (1984, в составе коллектива) — за цикл работ «Высокоэффективное нелинейное преобразование частоты в кристаллах и создание перестраиваемых источников когерентного оптического излучения» (1963—1982).